# Drosera madagascariensis
Drosera madagascariensis este o specie de plante carnivore din genul Drosera, familia Droseraceae, ordinul Caryophyllales, descrisă de Dc..
Este endemică în:
- Angola.
- Cameroon.
- Congo.
- Eastern Cape Province.
- Northern Cape Province.
- Western Cape Province.
- Gabon.
- Guinea.
- Kenya.
- Madagascar.
- Mali.
- Malawi.
- Mozambique.
- KwaZulu-Natal.
- Nigeria.
- Niger.
- Free State.
- Swaziland.
- Tanzania.
- Gauteng.
- Mpumalanga.
- Northern Province.
- North-West Province.
- Uganda.
- Zambia.
- Zimbabwe.

Conform Catalogue of Life specia Drosera madagascariensis nu are subspecii cunoscute.

## Galerie

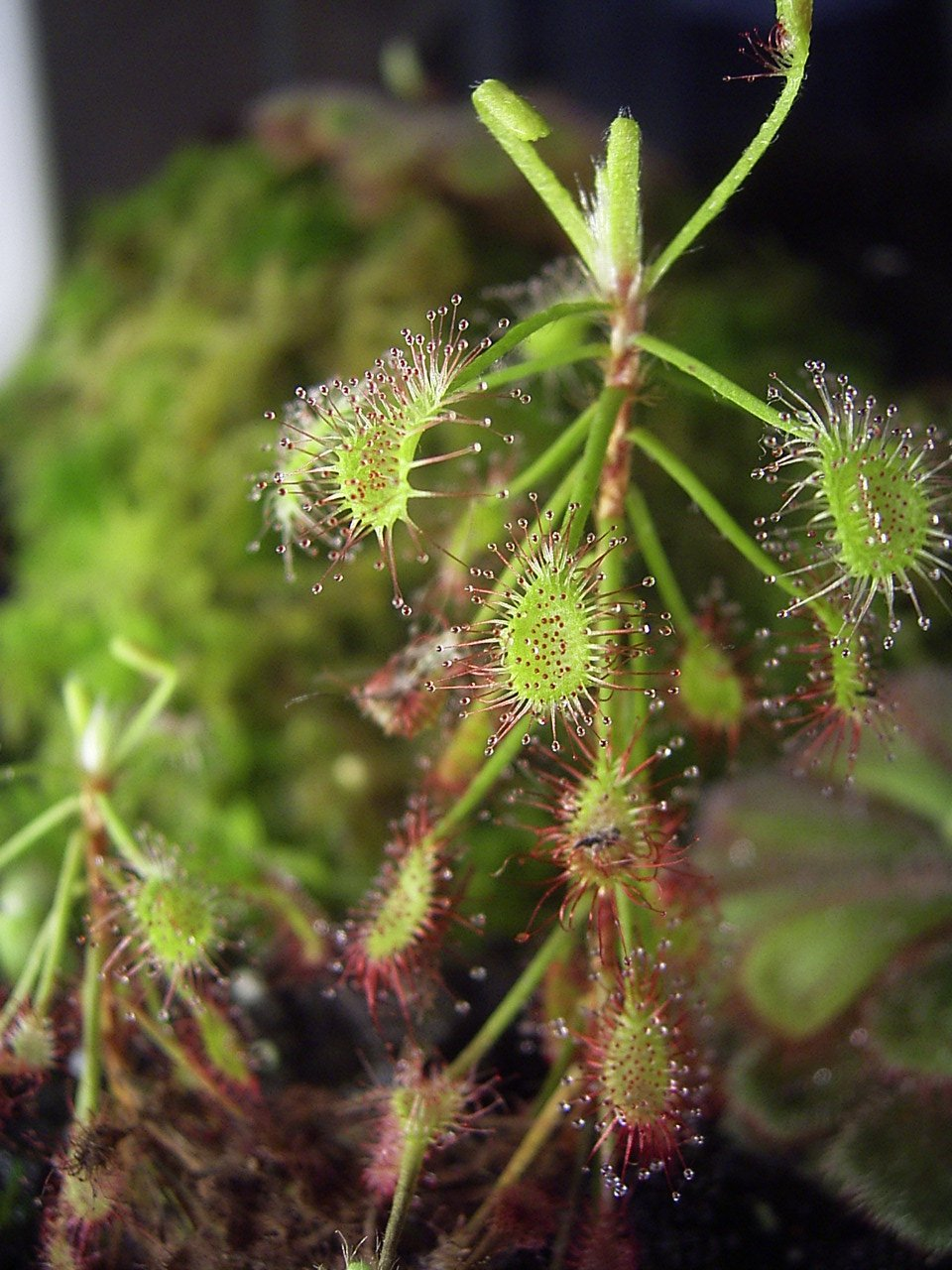
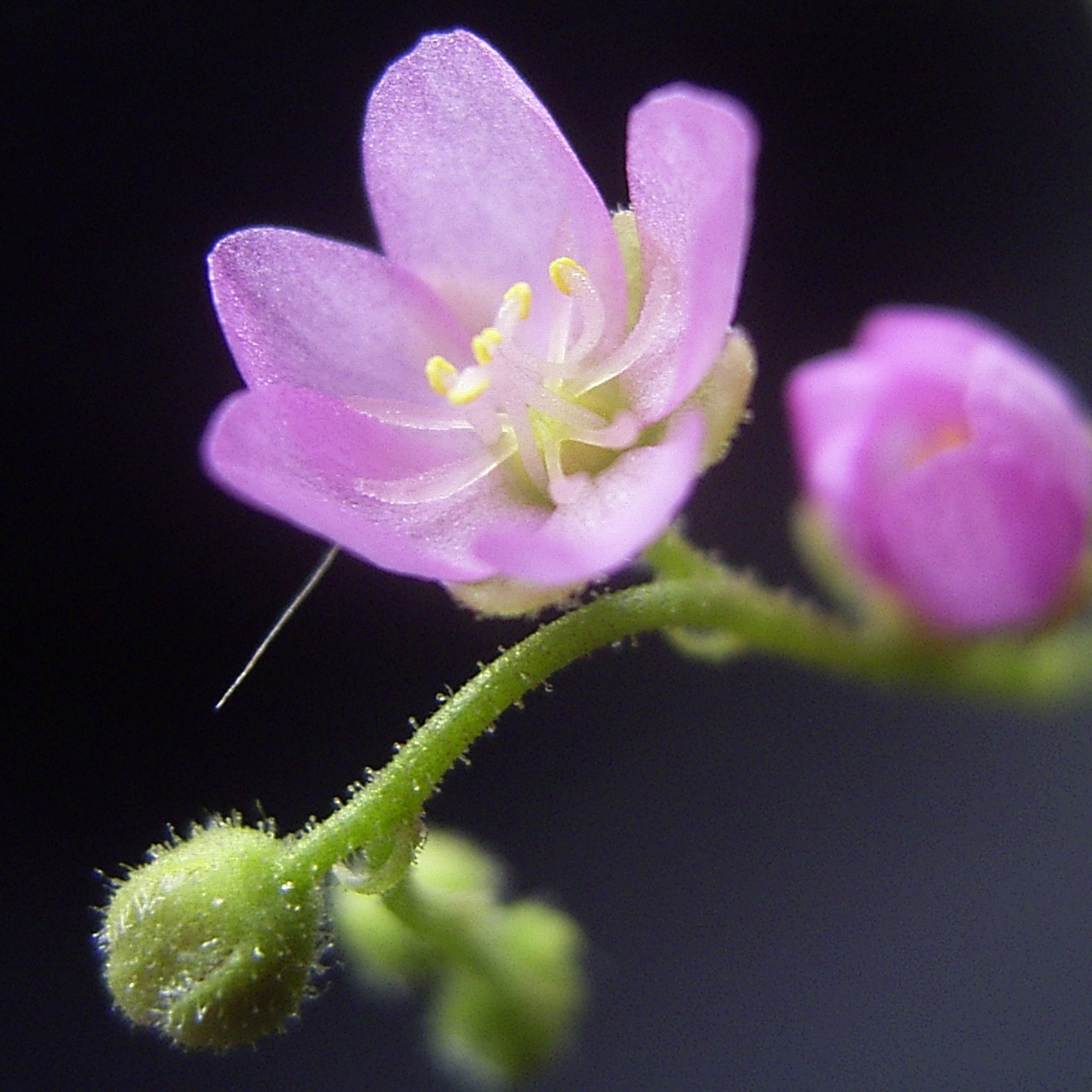